# هانس ثور هالدورشون
هانس ثور هالدورشون (ایسلندی: Hannes Þór Halldórsson؛ زادهٔ ۲۷ آوریل ۱۹۸۴) فیلمساز ایسلندی و فوتبالیست حرفه‌ای سابق است. او عضو تیم ملی فوتبال ایسلند بود که در آن ۷۷ بار بازی کرد و در جام ملت‌های اروپا ۲۰۱۶ و جام جهانی فوتبال ۲۰۱۸ حضور داشت. هانس زمانی که فوتبال بازی نمی‌کرد به عنوان کارگردان فیلم کار کرده است. وی تبلیغات جام جهانی فوتبال ۲۰۱۸ را برای کوکا کولا کارگردانی کرد، همچنین او فیلم راز پلیس (۲۰۲۱) را کارگردانی کرد.

## باشگاهی
از باشگاه‌هایی که در آن بازی کرده‌است می‌توان به فرم، بران، ان. ئی. سی و راندرس اشاره کرد.